# Саянський район
Саянський район (рос. Саянский район) — адміністративна одиниця та муніципальне утворення в південно-східній частині Красноярського краю. Адміністративний центр — село Агінське.

## Географія
Площа території - 8031 км².
Суміжні території:
- Північ: Рибинський район (Красноярський край)
- Схід: Ірбейський район
- Південний схід: Іркутська область
- Південь: Курагінський район
- Захід: Партизанський район (Красноярський край).